# Phantom's Revenge
Phantom's Revenge sont des hyper montagnes russes et des méga montagnes russes du parc Kennywood, situé près de Pittsburgh, en Pennsylvanie, aux États-Unis. L'attraction ouvre tout d'abord en 1991 sous le nom Steel Phantom et possède quatre inversions. Elle ferme en 2000 et est remodelée par D. H. Morgan Manufacturing pour rouvrir le 19 mai 2001 sans inversions et sous sa forme actuelle : Phantom's Revenge.

## Le circuit
Après une première descente d'une quarantaine de mètres de hauteur, la seconde descente entraîne les passagers dans une descente de 71 mètres, dans un ravin et passe à travers la structure des montagnes russes en bois Thunderbolt. Pour distinguer ces montagnes russes, la stratégie a été d'utiliser le relief accidenté du parc, ce qui fait de Phantom's Revenge des montagnes russes terrain.

## Histoire
Les montagnes russes étaient à l'origine nommées Steel Phantom, et ouvertes en 1991 par Arrow Dynamics. Il s'agissait des premières méga montagnes russes à circuit fermé au monde à posséder des inversions. Mais il s'agissait de la première version de ces montagnes russes. Après la saison 2000, l'entreprise Chance Morgan effectua d'importes modifications du parcours, la plus importante fut le retrait des quatre inversions. Selon Kennywood, cela a été fait parce que beaucoup de passagers se plaignaient de la rudesse des montagnes russes sur leur têtes et leurs genoux. L'attraction a donc rouvert le 19 mai 2001 sous le nom Phantom's Revenge, soit la revanche du fantôme. Phantom's Revenge a désormais une vitesse de pointe de 136 km/h, à la 11e place pour les montagnes russes les plus rapides au monde, ex æquo avec Xcelerator de Knott's Berry Farm. À cause de ces modifications, il y a actuellement des sections de rails de Morgan et de Arrows Dynamics sur l'attraction.

## Statistiques
- Longueur : 975.4
910 mètres pour Steel Phantom, 975.4 pour Phantom's Revenge.
- Vitesse : 130 pour Steel Phantom, 136.8 pour Phantom's Revenge.
- Chute : 69.5 pour Steel Phantom, 71 pour Phantom's Revenge.
- Capacité : 1 600 passagers par heure pour Steel Phantom , 1 400 pour Phantom's Revenge.
- Force g : 5.1 g pour Steel Phantom , 4.5 g pour Phantom's Revenge.
- Inversions : 4 pour Steel Phantom, aucune pour Phantom's Revenge.
- Éléments : Bunny hops sur la fin du parcours.
- Durée : 2 min 15 s pour Steel Phantom, 1 min 45 s pour Phantom's Revenge.

## Awards
| Classement | 19* | 15 | 7 | 8 | 8 | 8 | 7 | 7 | 8 |

| Classement | 18 | 13 | 7 | 12 | 18 | 14 | 16 |

*À cette date, ces montagnes russes étaient encore Steel Phantom.
| Classement | 4 | 3 | 4 |

## Galerie

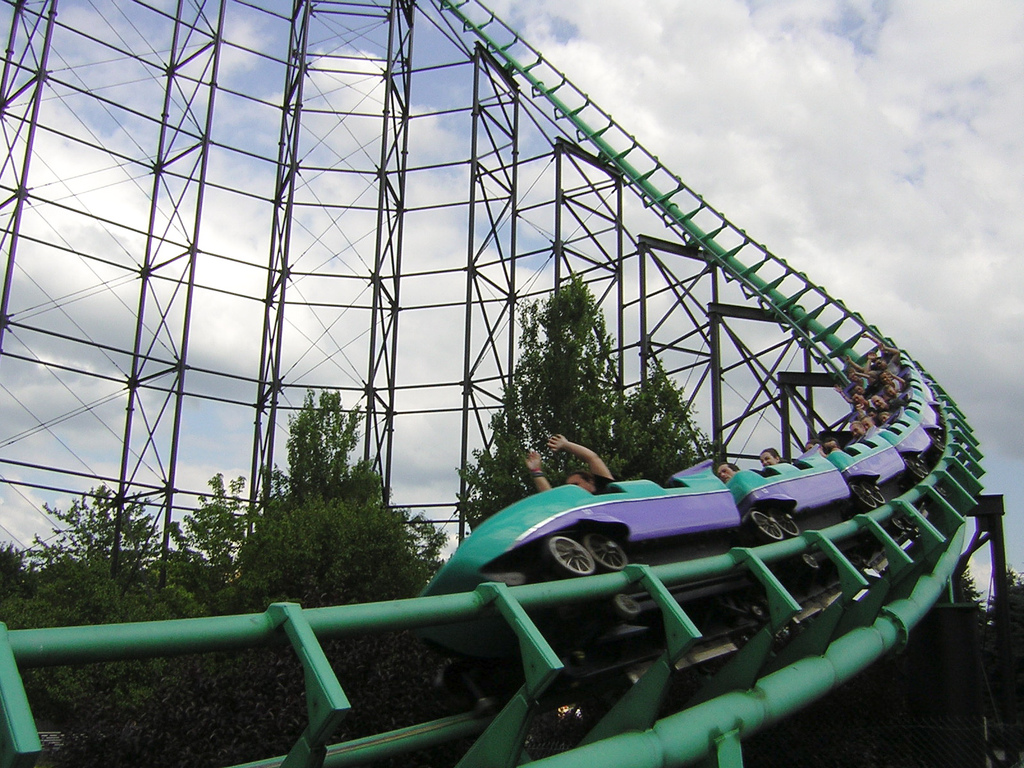
La première descente avec la voie originale de Arrow qui a été remplacée en 2009[5].
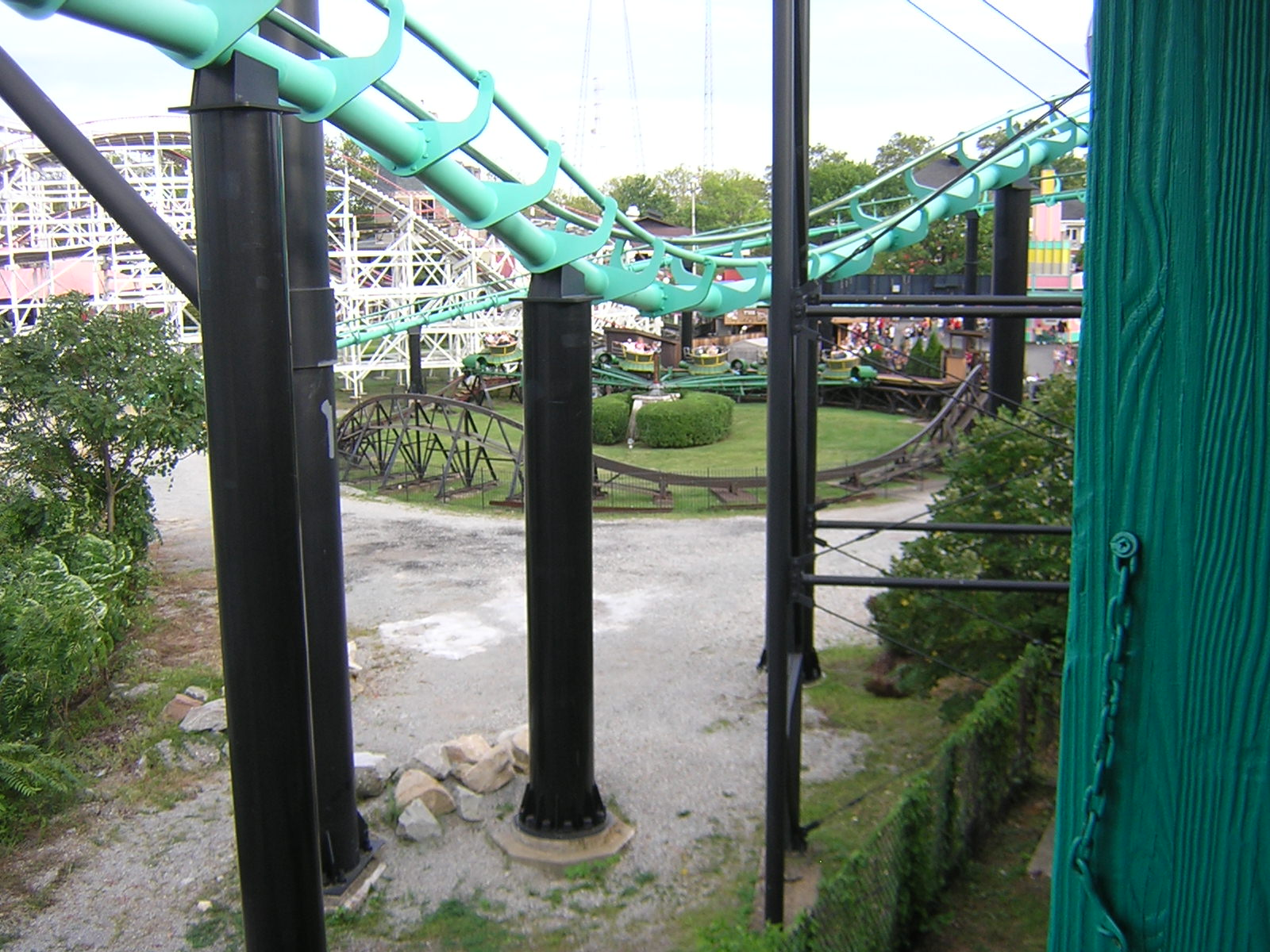
Phantom's Revenge.
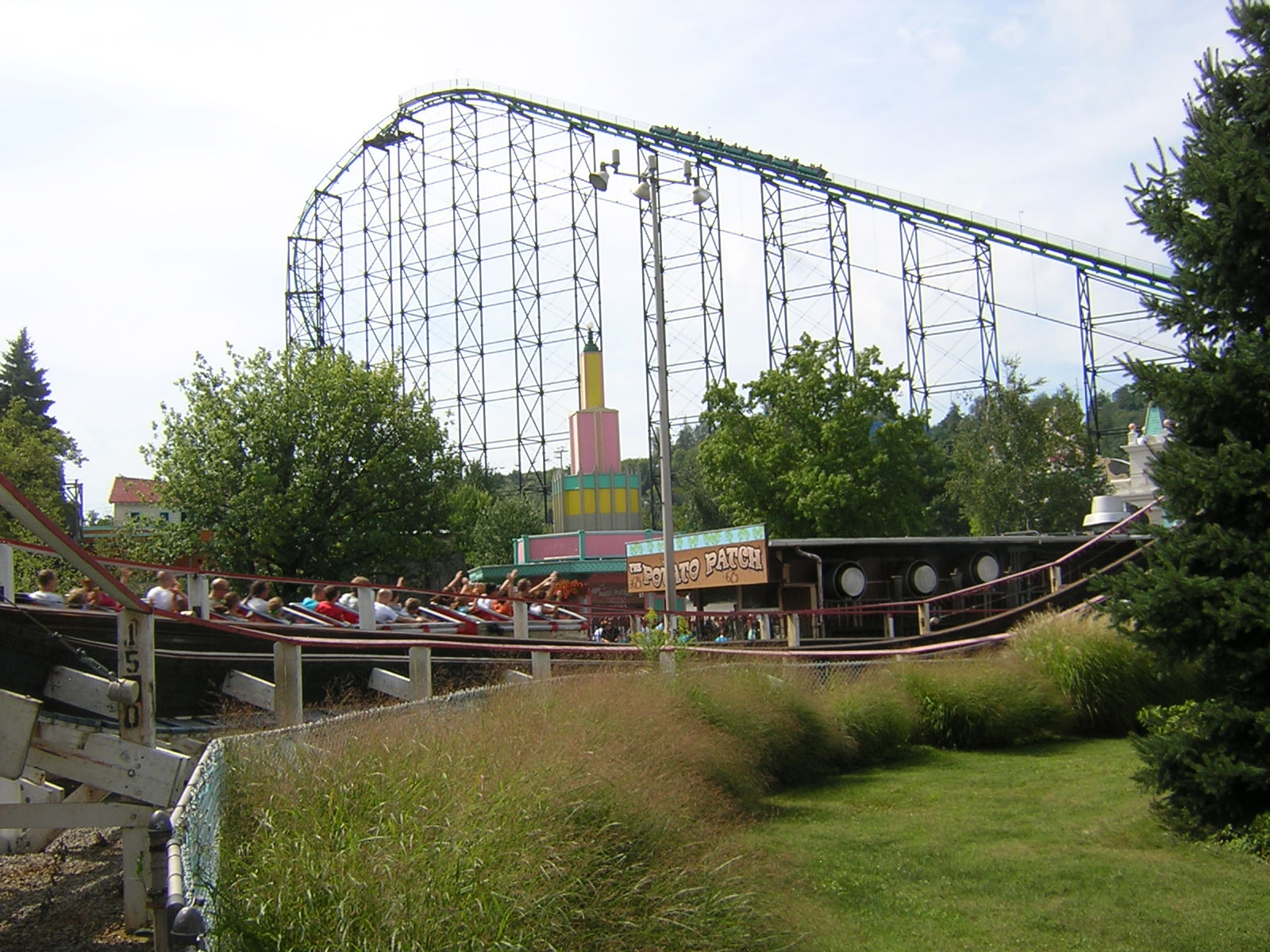
Le lift hill originel de Phantom's Revenge, constructeur Arrow Dynamics.
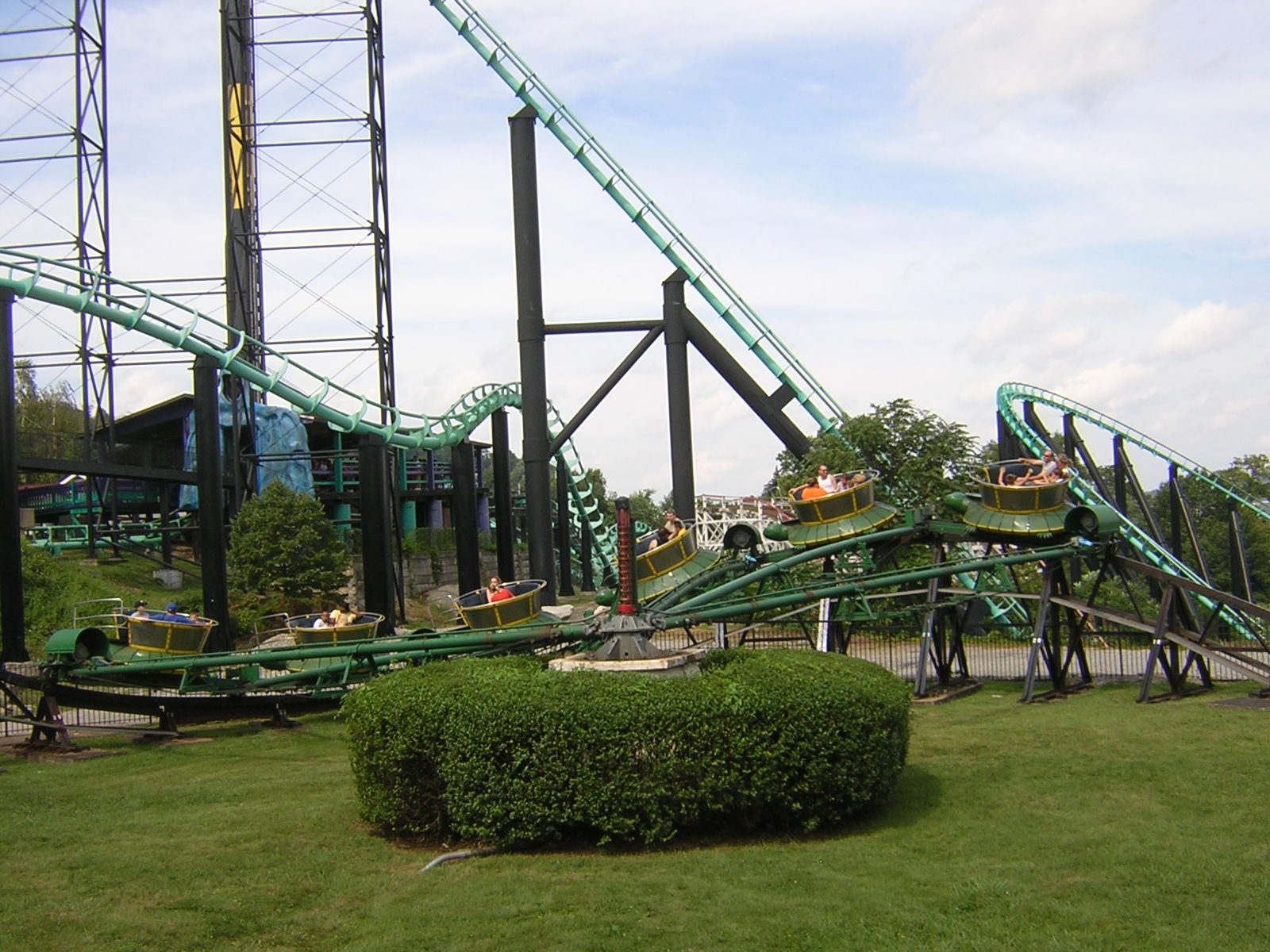
Phantom's Revenge.
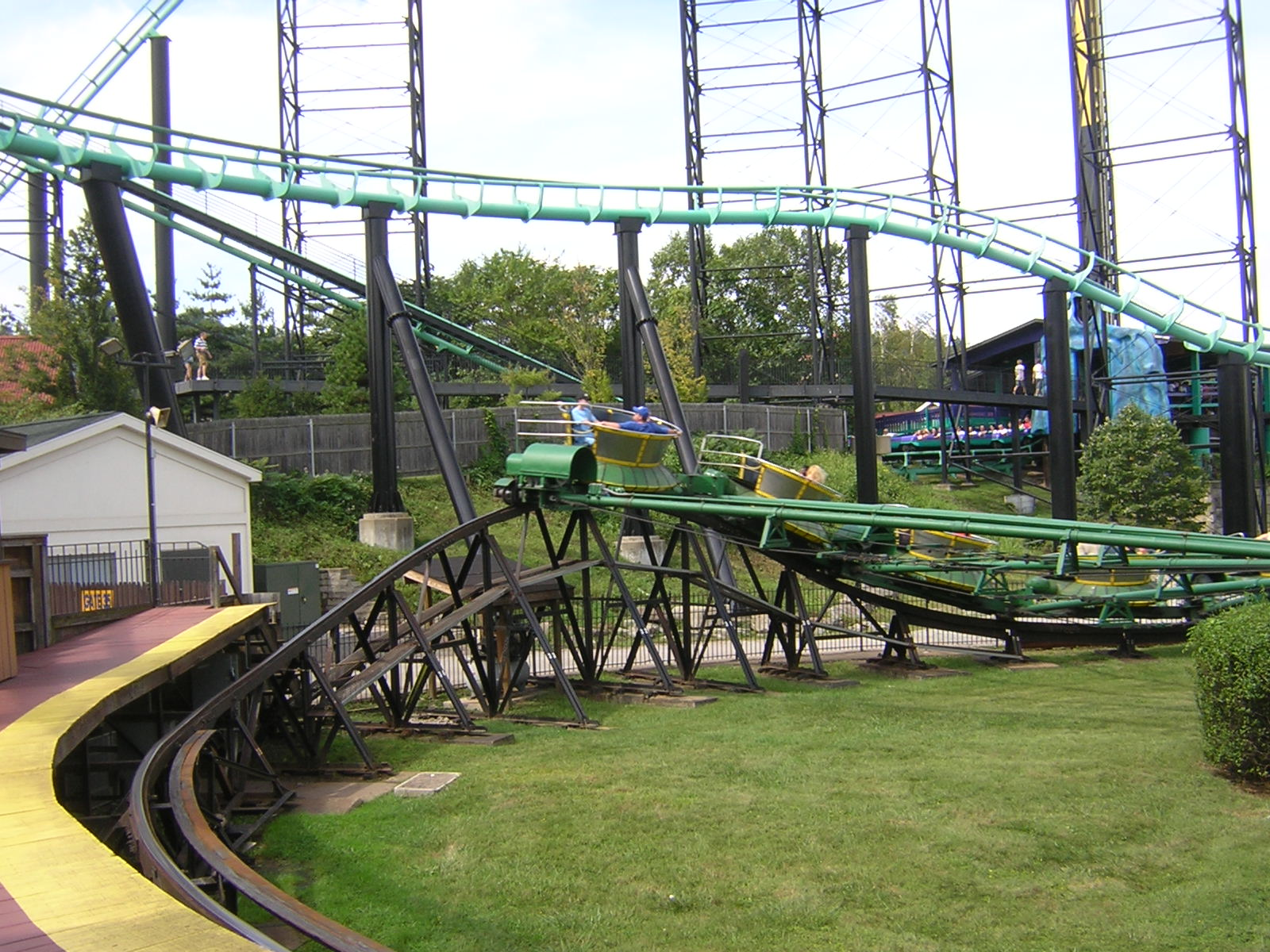
Phantom's Revenge : les bunny hops et la station sont en arrière-plan.
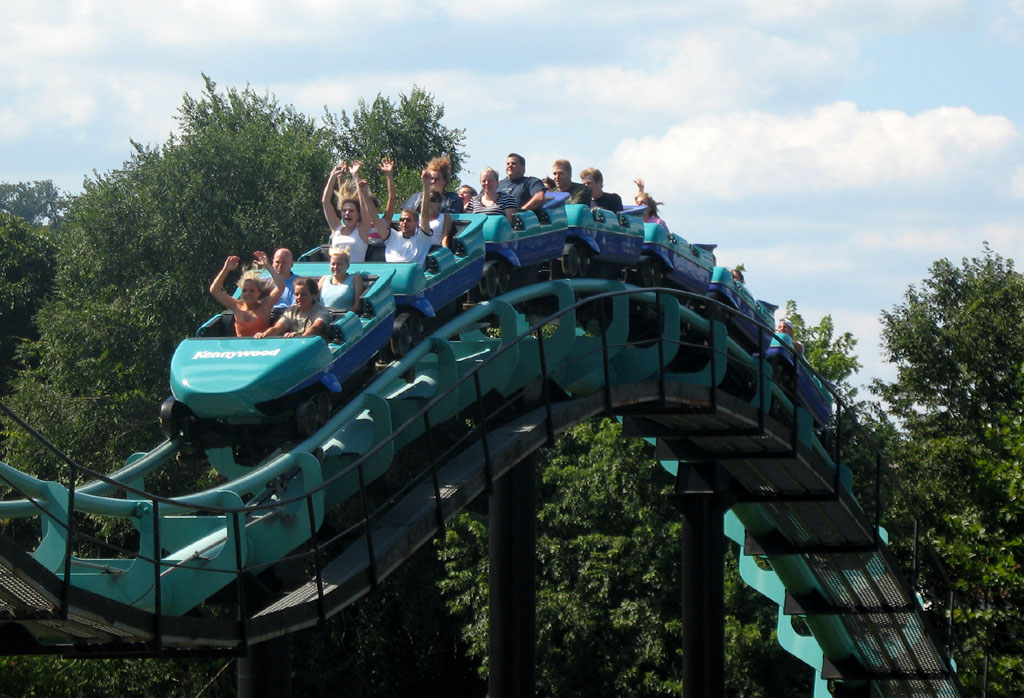
Une des bosse (camelback) du parcours.